# Pterolophia loochooana
Pterolophia loochooana är en skalbaggsart som beskrevs av Masaki Matsushita 1953. Pterolophia loochooana ingår i släktet Pterolophia och familjen långhorningar. Inga underarter finns listade i Catalogue of Life.